# Огата
Огата (яп. 大潟村 О:гата-мура) — село в Японии, находящееся в уезде Минамиакита префектуры Акита. Площадь села составляет 170,05 км², население — 3119 человек (1 августа 2014), плотность населения — 18,34 чел./км².

## Географическое положение
Село расположено на острове Хонсю в префектуре Акита региона Тохоку. С ним граничат города Ога, Катагами и посёлки Хатирогата, Икава, Годзёме, Митане.
Берег озера Хатирогата — низшая точка Японии.

## Население
Население села составляет 3119 человек (1 августа 2014), а плотность — 18,34 чел./км². Изменение численности населения с 1980 по 2005 годы:
| 1980 | 3334 чел. |  |
| 1985 | 3254 чел. |  |
| 1990 | 3286 чел. |  |
| 1995 | 3311 чел. |  |
| 2000 | 3323 чел. |  |
| 2005 | 3256 чел. |  |

## Символика
Деревом села считается Pinus thunbergii, цветком — шалфей сверкающий, птицей — лебедь.